# Нью-Йоркський університет
Нью-Йоркський університет (скорочено NYU) — приватний світський університет у Нью-Йорку, основний кампус якого розташований у Гринвіч-Віллидж в одній з частин Мангеттена. Заснований 1831 року американським державним діячем Альбертом Галлатіном, і на цей час є найбільшим приватним некомерційним закладом вищої освіти в США, у якому навчається понад 50 тисяч студентів. Вважається одним з найвпливовіших та найпрестижніших закладів вищої освіти в Сполучених Штатах. 

## Відомі випускники
В університеті навчався Лев Добрянський — американський діяч українського походження, багаторічний президент Українського конгресового комітету США.
- Маріян Коць — визначний меценат, громадсько-культурний діяч, журналіст, видавець.
- Богдан Титла — маляр-пейзажист і графік, родом з Підгайців (Галичина).
- Ненсі Грейс — американська телеведуча, прокурор.
- Анджеліна Джолі — американська акторка,  режисерка, посол доброї волі ЮНІСЕФ, лауреатка премії «Оскар» та трьох премій «Золотий глобус».
- Лінн Ульман — норвезька письменниця.
- Тімоті Кларк Сміт — американський дипломат.
- Руді Джуліані — політик від Республіканської партії США, колишній мер Нью-Йорка, особистий юрист президента США Дональда Трампа.
- Алан Менкен — американський композитор і піаніст, автор музики до фільмів і бродвейських мюзиклів (володар 8 премій «Оскар»).
- Джером Лемельсон — американський авіаційний інженер, патентознавець та незалежний винахідник, автор і власник близько 600 патентів на винаходи.
- Кліффорд Шалл — американський фізик, лауреат Нобелівської премії з фізики (1994) за створення методу нейтронної дифракції.
- Фредерік Райнес — американський фізик, професор, лауреат Нобелівської премії з фізики (1995) за відкриття нейтрино.
- Камілло Гонсалвіш — дипломат Сент-Вінсента та Гренадини.
- Ма Їнцзю —  президент Китайської Республіки (Тайвань).
- Мартін Скорсезе — американський кінорежисер, сценарист, продюсер та історик кіно.
- Олександр Сорос — благодійник, син Джорджа Сороса.
- Роберт Шеклі — американський письменник й класик світової фантастики.
- Тете Антоніо — Міністр закордонних справ Анголи